# Saison 3 de Quoi d'neuf Scooby-Doo ?
Cet article présente le guide de la saison 3 de la série télévisée  d'animation américaine Quoi d'neuf Scooby-Doo ? (What's New, Scooby-Doo?).

## Épisode 1:Le Phare de l'Angoisse
- Titre original : Fright House Of A Lighthouse
- Numéro(s) : 29 (3.1)
- Scénariste(s) :
- Réalisateur(s) :
- Diffusion(s) : 
  -  États-Unis : 29 janvier 2005
- Invité(es) :
- Résumé : Le Scooby-Gang passe le week-end chez l'oncle de Fred qui habite dans une ville située sur les bords du lac Michigan. Ils décident d'aller visiter le phare qui serait hanté par le fantôme d'un horrible gardien mort en tombant dans les escaliers du phare. Ce fantôme éteint la lumière et fait couler les bateaux. Les 5 amis devront se montrer courageux pour mettre le criminel hors d'état de nuire d'autant plus qu'une autre détective intervient dans l'aventure au grand dam de Véra qui a une rivale intelligente à sa hauteur!

## Épisode 2:Scooby-Doo au Far West
- Titre original : Go West, Young Scoob
- Numéro(s) : 30 (3.2)
- Scénariste(s) :
- Réalisateur(s) :
- Diffusion(s) : 
  -  États-Unis : 5 février 2005
- Invité(es) :
- Résumé : Le Scooby-Gang visite une ville reconstituée telle qu'elle était au temps des Cow-Boys. Ils sont accueillis par un scientifique qui leur révèle que tous les habitants de la ville sont des robots. Aidés par le Sheriff, ils vont affronter une bande d'androïdes Desperados qui errent dans la vallée de Black Rock.
- Remarque : Cet épisode s'inspire très fortement du film Mondwest (Westworld), film américain de science-fiction écrit et réalisé par Michael Crichton, sorti en 1973. L'un des robots que doit affronter le Scooby-Gang a d'ailleurs les traits de l'acteur Yul Brynner, qui interprétait l'inquiétant cow-boy-robot qui traquait les héros dans le film.

## Épisode 3:La Saint-Valentin
- Titre original : A Scooby-Doo Valentine
- Numéro(s) : 31 (3.3)
- Scénariste(s) :
- Réalisateur(s) :
- Diffusion(s) : 
  -  États-Unis : 11 février 2005
- Invité(es) : JC Chasez
- Résumé : Le Scooby-Gang rencontre le chanteur JC Chasez ainsi que Rachel, l'ex-petite amie de Sammy. Les 5 amis découvre que des dizaines d'amoureux disparaissent sans laisser de traces avant de revenir sous forme de zombies.

## Épisode 4:Combats Déments
- Titre original : Wrestle Maniacs
- Numéro(s) : 32 (3.4)
- Scénariste(s) :
- Réalisateur(s) :
- Diffusion(s) : 
  -  États-Unis : 12 février 2005
- Invité(es) :
- Résumé : Le Scooby-Gang rend visite à un camp de catcheurs. Un monstre ayant les deux bras du même côté y sème la terreur. Ce serait l'esprit d'un ancien catcheur tué lors d'un match par son adversaire, les deux bras du même côté étant un effet de la violente technique.

## Épisode 5:À vos marques… Pleurez!
- Titre original : Ready To Scare
- Numéro(s) : 33 (3.5)
- Scénariste(s) :
- Réalisateur(s) :
- Diffusion(s) : 
  -  États-Unis : 19 février 2005
- Invité(es) :
- Résumé : Le Scooby-Gang se rend à Paris pour soutenir Danica, la cousine de Daphné qui participe à un concours de beauté. Mais elle est enlevée par une monstrueuse gargouille volante.

## Épisode 6:Le Démon de la Ferme
- Titre original : Farmed And Dangerous
- Numéro(s) : 34 (3.6)
- Scénariste(s) :
- Réalisateur(s) :
- Diffusion(s) : 
  -  États-Unis : 25 février 2005
- Invité(es) :
- Résumé : Le Scooby-Gang rend visite à un fermier. Il est harcelé par un monstre, l'esprit d'un fermier tué accidentellement par une moissonneuse. Le monstre semble vouloir s'en prendre aux petits chiots du fermier. De plus, Frida Flora, une jeune militante écologiste souhaite confisquer les chiots et les placer en maison d'adoption.

## Épisode 7:Les Monstres Préfèrent les Diamants
- Titre original : Diamonds Are A Ghoul's Best Friend
- Numéro(s) : 35 (3.7)
- Scénariste(s) :
- Réalisateur(s) :
- Diffusion(s) : 
  -  États-Unis : 5 mars 2005
- Invité(es) :
- Résumé : Fred, Véra, Daphné, Sammy et Scooby se rendent à Moscou, où a lieu le championnat du monde de hockey sur glace, supporter l'équipe des États-Unis. Mais le fantôme d'un ancien joueur russe apparait et vole le trophée qui doit être remis au vainqueur.

## Épisode 8:Une Partie de Golf Infernale
- Titre original : A Terrifying Round With A Menacing Metallic Clown
- Numéro(s) : 36 (3.8)
- Scénariste(s) :
- Réalisateur(s) :
- Diffusion(s) : 
  -  États-Unis : 12 mars 2005
- Invité(es) :
- Résumé : Sammy participe au championnat international de mini-golf, mais un gigantesque clown métallique avale 1 à 1 tous les joueurs. Et cette fois c'est Véra qui a peur du clown (pour cause de traumatisme lors de son enfance) et c'est Samy qui fait le détective, à la plus grande surprise de leurs amis!

## Épisode 9:Le Camp Viensdoncquejetefassepeur
- Titre original : Camp Comeoniwannascareya
- Numéro(s) : 37 (3.9)
- Scénariste(s) :
- Réalisateur(s) :
- Diffusion(s) : 
  -  États-Unis : 19 mars 2005
- Invité(es) :
- Résumé : Sammy et Scooby sont animateur dans une colonie de vacances, mais la nuit un monstre vert fluorescent sème la terreur.

## Épisode 10:Les Tribulations de Sammy et Scoubidou en Chine
- Titre original : Block-Long Hong Kong Terror
- Numéro(s) : 38 (3.10)
- Scénariste(s) :
- Réalisateur(s) :
- Diffusion(s) : 
  -  États-Unis : 25 mars 2005
- Invité(es) :
- Résumé : Alors que Fred, Véra, Daphné, Sammy et Scooby sont à Hong Kong, un dragon surgit en plein milieu des célébrations du nouvel an chinois.

## Épisode 11:À fond les ballons
- Titre original : Gentlemen, Start Your Monsters
- Numéro(s) : 39 (3.11)
- Scénariste(s) :
- Réalisateur(s) :
- Diffusion(s) : 
  -  États-Unis : 2 avril 2005
- Invité(es) :
- Résumé : Fred participe aux 500 miles automobiles, mais un squelette conduisant un bolide monstrueux détruit une à une les voitures participantes à la course.

## Épisode 12:Midas chez les Bidasses
- Titre original : Gold Paw
- Numéro(s) : 40 (3.12)
- Scénariste(s) :
- Réalisateur(s) :
- Diffusion(s) : 
  -  États-Unis : 9 avril 2005
- Invité(es) :
- Résumé : A Fort Knox, un monstre doré sort des stocks d'or et pétrifie les occupants de la base militaire.

## Épisode 13:Des Griffes sous le Récif
- Titre original : Reef Grief!
- Numéro(s) : 41 (3.13)
- Scénariste(s) :
- Réalisateur(s) :
- Diffusion(s) : 
  -  États-Unis : 16 avril 2005
- Invité(es) :
- Résumé : Alors que Samy et Scooby participent à un concours de château de sable en Australie, un monstre de corail fait disparaitre tous les participants.

## Épisode 14:Frayeur Virtuelle
- Titre original : E-Scream
- Numéro(s) : 42 (3.14)
- Scénariste(s) :
- Réalisateur(s) :
- Diffusion(s) : 
  -  États-Unis : 21 juillet 2005
- Invité(es) :
- Résumé : Le Scooby-Gang se rend au salon du Jeu-Vidéo. Même Véra qui préfère les livres va pouvoir s'amuser : un ingénieur l'invite à jouer à un jeu révolutionnaire : une fois dans une pièce, on est à l'intérieur du jeu comme téléporté à travers les époques. Mais quand elle sort de la pièce, des millions de petits monstres s'en prennent aux gens.